# A Toronto St. Patricks játékosainak listája
A Toronto St. Patricks egy profi jégkorong csapat volt a National Hockey League-ben 1919 és 1927 között. Az alábbi lista azokat a játékosokat sorolja fel, akik legalább egy mérkőzésen jégre léptek a csapat mezében.

## A játékosok
- Jack Adams
- Lloyd Andrews
- Amos Arbour
- Pete Bellefeuille
- Stan Brown
- Francis Cain
- Harry Cameron
- George Carey
- Sprague Cleghorn
- Bert Corbeau
- Charlie Cotch
- Hap Day
- Corb Denneny
- Gerry Denoird
- Babe Dye
- Alvin Fisher
- Jake Forbes
- Eddie Gerard
- Frank Heffernan
- Albert Holway
- Stan Jackson
- Howard Lockhart
- Wilf Loughlin
- Joe Matte
- Bert McCaffrey
- Jack McDonald
- Ivan Mitchell
- Gerry Munro
- Mike Neville
- Reg Noble
- Paddy Nolan
- Goldie Prodger
- Ken Randall
- Reg Reid
- John Ross Roach
- Mickey Roach
- Ganton Scott
- Norm Shay
- Glenn Smith
- Rod Smylie
- Gordon Spence
- Chris Speyer
- Ted Stackhouse
- Billy Stuart
- Cully Wilson